# پارسیکس
پارسیکس گنو/لینوکس نام یک توزیع زنده از گنو/لینوکس است که برگرفته از گنو/لینوکس کانوتیکس و مبتنی بر دبیان می‌باشد و از میزکار کامل گنوم به عنوان میزکار پیش‌گزیده استفاده شده‌است و کلیه بسته‌های نرم‌افزاری لازم برای یک توزیع مخصوص میزکار را داراست.
علاوه بر زبان‌های متعدد، پارسیکس به‌طور پیش‌گزیده از صفحه کلید فارسی پشتیبانی کرده و می‌توانید در آن فارسی تایپ نمایید. پارسیکس را می‌توانید بر روی دیسک سخت خود نصب کرده و از آن به عنوان سیستم‌عامل کامپیوتر خود استفاده کنید.
در تاریخ ۱۹ مه ۲۰۱۷ پارسیکس با انتشار اطلاعیه‌ای در سایت خود توقف این پروژه را اعلام کرد. و دیگر پشتیبانی ازین توزیع نمیشود.

## پیشینه
آلن باغومیان ایجادکننده این توزیع، در ششم بهمن ماه سال ۱۳۸۳ خبر انتشار اولین نسخهٔ عمومی پارسیکس گنو/لینوکس را در سایت رسمی آن منتشر کرد و در ۱۳ بهمن ماه همان سال اولین نسخهٔ پایدار آن با نام Parsix GNU/Linux ۰٫۴۵ منتشر و در اختیار کاربران قرار گرفت.

## ویژگی‌ها
پارسیکس توزیعی از گنو/لینوکس برای رایانه‌های شخصی است، برای دیدن لیست کامل بسته‌های آن می‌توانید به صفحهٔ پارسیکس در دیسترواچ بروید. پارسیکس برنامه‌های اساسی مورد نیاز شما برای استفاده‌های روزمره را دارد. برای نمونه برنامه‌هایی برای کارهای دفتری مانند برنامهٔ تایپ، برنامهٔ صفحه گسترده، برنامهٔ حسابداری شخصی، دریافت و ارسال فکس (نمابر)، برنامهٔ ایجاد صفحات وب نیز برنامه‌های مورد نیاز برای کارهای چندرسانه‌ای مانند تماشای فیلم، گوش‌دادن موسیقی، ضبط صدا، برنامه‌های نوشتن دیسک‌های صوتی و دیسک‌های اطلاعات بر روی CD و DVD، برنامه‌های مورد نیاز یک گرافیست مانند برنامهٔ حرفه‌ای ویرایش تصاویر و نیز برنامه ویرایش تصاویر برداری.
پارسیکس به‌طور پیش‌فرض اکثر کدک‌های صوتی و تصویری را دارد و همچنین به‌طور ساده‌ای با شبکه‌های تحت سرور ویندوز متصل می‌شود در عین حال به‌طور پیش‌فرض درایور کارت‌های dvb که گیرنده ماهواره در رایانه هستند را دارد.

## پشتیبانی از فارسی
پارسیکس با داشتن میزکار گنوم و با توجه بر این که توزیعی برپایهٔ دبیان است می‌تواند از زبان فارسی پشتیبانی قابل قبولی داشته باشد، داشتن صفحه کلید فارسی استاندارد، استفاده از فونت فارسی آزاد، تنطیمات پیش‌گزیده برای صفحه کلید فارسی و نیز داشتن لغت‌نامه‌ای چند زبانه برای ترجمهٔ کلمات، محیطی مناسب را برای هر کاربر ایرانی و فارسی‌زبان فراهم می‌سازد.

## کتاب پارسیکس
کتاب آموزشی پارسیکس گنو/لینوکس حاوی مفاهیم آموزشی برای تمامی کاربران تازه‌کار و متوسط در زمینه میزکار و برنامه‌های کاربردی مختلف موجود به همراه پارسیکس گنو/لینوکس می‌باشد، خصوصاً مفاهیم اولیه سیستم‌عامل گنو/لینوکس، در آن به نحوی تشریح شده تا کاربرانی که مایلند از ویندوز به گنو/لینوکس مهاجرت کنند، در میان مفاهیم تازه گم نشوند.
این کتاب ۳۰۰ صفحه‌ای نوشته آقای آلن باغومیان، ایجادکننده پارسیکس است که به صورت پی‌دی‌اف و تحت مجوز مستندات آزاد گنو در دسترس قرار گرفته‌است. لازم است ذکر شود که این کتاب با آخرین تغییرات آخرین نسخه پایدار پارسیکس هماهنگ و منطبق است.

## نسخه‌ها

نمایی از میز کار پارسیکس ۰٫۹۰ موسوم به بَری

نمایی از میز کار پارسیکس ۲ موسوم به باس

پارسیکس گنو/لینوکس معمولاً دارای ۲ انتشار عمده و ۴ انتشار فرعی در طول سال است.
- پارسیکس ۰٫۴۵–۱۳ بهمن ۱۳۸۳
- پارسیکس ۰٫۴۶–۲۵ اسفند ۱۳۸۳
- پارسیکس ۰٫۵۰–۱۵ اردیبهشت ۱۳۸۴
- پارسیکس ۰٫۶۰–۱۰ تیر ۱۳۸۴
- پارسیکس ۰٫۷۰–۲۲ آبان ۱۳۸۴
- پارسیکس ۰٫۷۵–۲۸ دی ۱۳۸۴
- پارسیکس ۰٫۷۶–۱۹ بهمن ۱۳۸۴
- پارسیکس ۰٫۸۰–۱۶ خرداد ۱۳۸۵
- پارسیکس ۰٫۸۰٫۱–۳۰ خرداد ۱۳۸۵
- پارسیکس ۰٫۸۵–۱۱ آذر ۱۳۸۵
- پارسیکس ۰٫۸۵٫۱–۱۲ اسفند ۱۳۸۵

پروژه پارسیکس در ۴ فروردین ۱۳۸۶ تصمیم گرفته‌است تا از نام‌های شخصیت‌های داستانی فیلم Happy Feet به عنوان نام‌های انتشار نسخه‌های آتی استفاده کند.
- پارسیکس بَری ۰٫۹۰٫۰–۲۸ خرداد ۱۳۸۵
- پارسیکس بَری ۰٫۹۰٫۱–۲۶ مرداد ۱۳۸۵
- پارسیکس بَری ۰٫۹۰٫۲–۱۳ مهر ۱۳۸۵
- پارسیکس رامون ۱٫۰٫۰–۵ بهمن ۱۳۸۶
- پارسیکس رامون ۱٫۰٫۱–۲۳ اسفند ۱۳۸۶
- پارسیکس ویولا ۱٫۵٫۰–۸۳ تیر ۱۳۸۷
- پارسیکس ویولا ۱٫۵٫۱–۹ مرداد ۱۳۸۷
- پارسیکس ویولا ۱٫۵٫۲–۱ آبان ۱۳۸۷
- پارسیکس باس ۲٫۰–۱ فروردین ۱۳۸۸